# François Bayrou
François René Jean Lucien Bayrou (Bordères, 25 de maio de 1951) é um político francês que presidiu o Movimento Democrático (MoDem) desde que ele o fundou em 2007. Desde 13 de dezembro de 2024 é primeiro-ministro da França.

## Carreira
Como centrista, ele foi candidato na Eleições presidenciais de 2002, 2007 e 2012. Ele também presidiu o Partido Democrata Europeu (EDP) desde 2004.
De 1993 a 1997, foi ministro da Educação Nacional em três governos sucessivos. Foi também membro da Assembleia Nacional por um assento nos Pirenéus Atlânticos de 1986 a 2012, com breves interrupções, e Membro do Parlamento Europeu (MEP) de 1999 a 2002. Foi chefe do governo municipal do município de Pau de 2014 à atualidade (desde dezembro de 2024 é também primeiro-ministra da França.
Especulou-se que Bayrou seria candidato nas eleições presidenciais de 2017, mas ele decidiu não concorrer e, em vez disso, apoiou Emmanuel Macron, que - após vencer a eleição - o nomeou ministro de Estado e ministro da Justiça no governo chefiado por Édouard Philippe. Em 21 de junho de 2017, ele renunciou ao governo em meio a uma investigação sobre o emprego supostamente fraudulento de assistentes parlamentares pelo MoDem, iniciada no início daquele mês.